# Maclou de La Haye
Maclou de La Haye, né à Montreuil-sur-Mer, est un poète de cour français du XVIe siècle, lié à Pierre de Ronsard ; il est l'auteur d'un recueil de poèmes publié à Paris en 1553.

## Biographie
On a peu d'éléments sur Maclou de La Haye. Né à Montreuil-sur-Mer, il a pu assister ou participer au siège soutenu par les Anglais en 1544, conclu par le traité de paix signé entre Édouard VI et Henri II le 24 mars 1550. Il jouit de la place idéale du poète de cour. Il s'installe à Paris où il a la charge de valet de chambre du roi. Il est chargé d'une mission à Rome en 1547, sans doute auprès du pape Paul III. Au retour de cette mission, Ronsard, son ami de jeunesse, écrit l'ode horatienne Du retour de Maclou de le Haie, Fai refreschir le vin (n°11 du livre II).
De retour en France, Maclou de La Haye épouse en 1548 une angevine, Jeanne Desmons et réside à Vendôme ; leur fils Henri naît en 1552.
Il publie son recueil de poèmes en 1553.

## Œuvre
Poète soldat, le délice d’images pittoresques et bucoliques se voit mêlé à l’amertume d’un traumatisé de guerre, sans doute estropié. Le vécu militaire de Maclou de La Haye put très certainement faciliter sa plume d’historiographe. Ronsard dit être doué pour le lyrisme horatien et le sonnet amoureux, davantage que pour rapporter les sujets guerriers, contrairement à Maclou qui excelle dans l’épopée. En effet, Maclou de La Haye connut bien la guerre contre les Anglais, contre qui la tension s’accrut lorsque Henri VIII rejeta l’autorité du pape sur l’Église d’Angleterre, en 1534, lui aliénant les catholiques écossais, la France et l’Espagne. Le roi Henri VIII est désireux de reconquérir les territoires perdus par l’Angleterre à l’issue de la guerre de Cent Ans, en 1453, notamment la Normandie. Il ne lance pas moins de trois campagnes en Picardie. La guerre anglo-française a donné lieu au siège de Montreuil en juin 1537 par les troupes de Charles Quint et d’Henri VIII Tudor. La ville est contrainte de se rendre, et en grande partie détruite. En 1544, un deuxième siège de Montreuil a lieu, et de Boulogne-sur-Mer du 19 juillet au 18 septembre. Le siège de Boulogne s’achève sur une victoire d’Henri VIII sur François Ier, ouvrant un deuxième front sur le territoire français au cours de la neuvième guerre d’Italie, et empêchant les Français de reprendre le Milanais. Le 24 mars 1550, le traité d’Outreau, signé entre la France et l’Angleterre règle le différend de Boulogne en même temps que celui de l’Écosse. Henri II put ainsi reprendre Boulogne au conseil de régence du roi d’Angleterre Édouard VI.
Malgré cette période troublée par les guerres d’Italie et les guerres de religion, et malgré les troubles qu’il vécut dans sa région natale face aux Anglais, Maclou de La Haye choisit de consacrer en grande partie son recueil à l’amour. Dans l’épître au roi, il exprime sa reconnaissance au courage du monarque tout en présentant un recueil, qui contiendra le style-doux amer : « L’Aigre et le doulx, contraires ennemis, / En mesme saulce à tous les coups sont mis » (v. 1). La guerre sera perçue sous le prisme de la paix, pour chanter les gloires du souverain : « Tu n’orras point les bruyantes alarmes, / Canons tonner, crier, courir aux armes (v. 9) […] Mais tu orras doulcement soubz mon poulse / La doulce Paix que sur mon luth je pousse » (v. 14).
Notre poète joue le jeu des dédicaces flatteuses, nécessaires pour vivre de son art grâce à son protecteur. On trouve la reconnaissance envers François Ier, célèbre protecteur des Lettres. Le recueil est riche aussi en remerciements pour Marguerite de Navarre, sœur de François Ier, surnommée « Perle des Valois ». Elle est l’une des femmes les plus instruites de son temps, ayant reçu une formation intellectuelle de grande qualité. Marquée par un humanisme italianisant structuré autour du latin, du grec et de la philosophie, elle fait de la cour de Nérac un foyer d’humanisme.

### Éditions
- Maclou de La Haye, Les Œuvres de Maclou de La Haye, Piccard valet de chambre du Roy, Paris, Étienne Groulleau, 1553, 120 p. (lire en ligne).

### Études
- Edouard Turquety, « Maclou de La Haye », Bulletin du bibliophile et du bibliothécaire,‎ 1860, p. 1368-1378.
- « La Haye », dans G. Grente, A. Pauphilet, L. Pichard, Barroux (dir.), Dictionnaire des Lettres françaises – Le XVIe siècle, Paris, Fayard, 1964, p. 664-665.
- Marie-Madeleine Fontaine, « La Haye, Maclou de », dans Jean-Pierre de Beaumarchais, Daniel Couty et Alain Rey (dir.), Dictionnaire des littératures de langue française, Paris, Bordas, p. 1185-1186.
- Michel Magnien, « Entre Marot et Ronsard : les Œuvres de Maclou de La Haye, Piccard », dans Olivier Halévy, Jean Vignes (dir.), Paris 1553 : audaces et innovations poétiques, Paris, Champion, 2021, 335-357 p..
- Paola Scuccimarra, Les Œuvres de Maclou de La Haye, Piccard valet de chambre du Roy (Paris, E. Groulleau, 1553). Ronsardisme, marotisme et invention, un recueil composite au projet poétique énigmatique (mémoire universitaire), Université Lumière Lyon 2, 2023.

### Ouvrages complémentaires
- Paul Laumonier, Ronsard poète lyrique. Étude historique et littéraire, Paris, Hachette, 1909, p. 46, p. 51, p. 71, p. 365.
- Cécile Alduy, Politique des « amours »: poétique et genèse d’un genre français nouveau (1544-1560), Genève, Droz, 2007, p. 263.
- Jean Vignes, « Brève histoire d’un genre érotique méconnu : la série de sonnets-blasons anatomiques du corps féminin », dans Chantal Liaroutzos, Christian Nicolas (dir.), Le désir demeuré désir. Mélanges autour de Franck Bauer, Caen, Presses Universitaires de Caen, 2019, p. 83-104.
- Jean-Eudes Girot, Alice Tacaille, Anne Delafosse et Pierre Iselin, "Que me servent mes vers". La musique chez Ronsard, avec un supplément vocal de 22 chansons, Garnier, 2020.